# 凝聚層
在數學中，尤其是代數幾何與複流形理論裡，凝聚層是一類特別容易處理的層。凝聚層的定義指涉到一個環層（例如一個概形的結構層、複流形上的全純函數層或 D-模），此環層蘊藏了所論空間的幾何性質。相關的概念還有擬凝聚層與有限展示層。代數幾何與複解析幾何裡的許多性質與定理都以凝聚層及其上同調表述。
凝聚層可被視作向量叢截面層的推廣。它們構成的範疇在取核、上核、有限直和等操作下封閉。此外，若底空間滿足合宜的緊緻條件，則凝聚性在底空間的映射下保持不變，且具有有限維的層上同調群。交換代數裡的一些定理也能應用於凝聚層，如中山正引理。

## 定義
一個凝聚層是賦環空間{\displaystyle (X,{\mathcal {O}}_{X})}上的一個{\displaystyle {\mathcal {O}}_{X}}-模 {\displaystyle {\mathcal {F}}}，滿足下述性質：
1. {\displaystyle {\mathcal {F}}} 在{\displaystyle {\mathcal {O}}_{X}}上是有限型的，即：對任一點{\displaystyle x\in X}，存在其鄰域{\displaystyle U\subset X}使得 {\displaystyle {\mathcal {F}}|_{U}} 可由有限多個截面生成（換言之，存在正合序列{\displaystyle {\mathcal {O}}_{X}^{n}|_{U}\to {\mathcal {F}}|_{U}\to 0}）。
2. 對任意開集 {\displaystyle U\subset X}，任意 {\displaystyle n\in \mathbb {N} }及任意{\displaystyle {\mathcal {O}}_{X}}-模的態射{\displaystyle \phi \colon {\mathcal {O}}_{X}^{n}|_{U}\to {\mathcal {F}}|_{U}}，其核是有限型的。

環層{\displaystyle {\mathcal {O}}_{X}}是凝聚層若且唯若它自身作為一個{\displaystyle {\mathcal {O}}_{X}}-模是個凝聚層。
凝聚層必定是有限展示的：即對任一點{\displaystyle x\in X}都存在其開鄰域{\displaystyle U}、正整數{\displaystyle m,n}以及一個正合序列：
{\displaystyle {\mathcal {O}}_{X}^{n}|_{U}\to {\mathcal {O}}_{X}^{m}|_{U}\to {\mathcal {F}}|_{U}\to 0}
反之則不然，除非要求{\displaystyle {\mathcal {O}}_{X}}是凝聚環層。
擬凝聚層的定義更弱：我們僅要求對任一點{\displaystyle x\in X}都存在開鄰域{\displaystyle U}，索引集{\displaystyle I,J}（可能是無限集）及一個正合序列：
{\displaystyle {\mathcal {O}}_{X}^{I}|_{U}\to {\mathcal {O}}_{X}^{J}|_{U}\to {\mathcal {F}}|_{U}\to 0}

## 基本性質
對一個仿射簇{\displaystyle X=\mathrm {Spec} (R)}，{\displaystyle {\mathcal {F}}\mapsto \Gamma (X,{\mathcal {F}})}給出從擬凝聚層到 {\displaystyle R}-模的範疇等價；若{\displaystyle R}是諾特環，則凝聚層恰對應至有限生成的{\displaystyle R}-模。
凝聚層的概念較局部自由層（換言之，向量叢的截面層）廣，但仍然很容易操作，這在考慮核與上核時特別有利，因為局部自由層在這些操作下並不封閉。形式地說：給定一個短正合序列，只要其中任兩個層是凝聚層，則令一個也必然是凝聚層；在{\displaystyle {\mathcal {O}}_{X}}-模的範疇裡，凝聚層是滿足上述條件並包含{\displaystyle {\mathcal {O}}_{X}}的最小滿範疇。因此就同調代數的觀點看，凝聚層是最自然的範疇之一。

## 凝聚層的例子
- 諾特概形的結構層
- 向量叢的截面層
- 理想層：若{\displaystyle X}是複解析空間而{\displaystyle Z}是其閉子空間，令{\displaystyle {\mathcal {I}}_{Z}}表所有在{\displaystyle Z}上消沒的全純函數，稱作{\displaystyle Z}在{\displaystyle X}裡的理想層，則{\displaystyle {\mathcal {I}}_{Z}}是凝聚層。對諾特概形及其閉子概形亦同。
- 閉子空間的結構層
- 複流形{\displaystyle X}上的微分算子環{\displaystyle {\mathcal {D}}_{X}}，這是個非交換的環層。

## 凝聚上同調
凝聚層的層上同調理論稱作凝聚上同調，這是層論最大也最有效的應用之一，其結果可用以詮釋古典的代數幾何及複流形理論，其證明卻更簡潔明快。
基於 Schwartz 先前的工作，昂利·嘉當與讓-皮埃爾·塞爾證明了緊複流形上的凝聚上同調是有限維的，小平邦彥先前曾證明了向量叢的情形。當時這套理論的用處還不甚明朗。塞爾證明了這個定理的代數版本。亞歷山大·格羅滕迪克證明了一個代數框架下的相對版本，解析版本則由 Grauert 與 Remmert 證出。舉例明之：格羅滕迪克的結果是考慮函子{\displaystyle R^{\cdot }f_{*}}（這是層的正像函子的右導函子）； 若{\displaystyle f}是概形間的真態射，則此函子保持凝聚性。取{\displaystyle f}為一個{\displaystyle k-}射影概形到{\displaystyle \mathrm {Spec} (k)}的態射，便得到塞爾先前的結果。

## 文獻
- Hans Grauert, Reinhold Remmert, Coherent Analytic Sheaves. Springer-Verlag, Berlin 1984. ISBN 3-540-13178-7
Allgemeines: Anhang, §3; Kohärenz der Strukturgarbe: Kap. 2, §5; direkte Bilder: Kap. 10, §4
- Alexander Grothendieck|A. Grothendieck, Jean Dieudonné|J. Dieudonné: Éléments de géométrie algébrique. Publications mathématiques de l'IHÉS 4, 8, 11, 17, 20, 24, 28, 32 (1960–1967)
Allgemeines: 0I, 5.3; direkte Bilder: III, 3.2